# جواد صفی‌نژاد
جواد صفی‌نژاد (زاده ۹ شهریور  ۱۳۰۸ در شهرری) انسان‌شناس، جغرافی‌دان ایرانی است. او برای پژوهش‌هایش در حوزهٔ اقوام و عشایر ایرانی شناخته‌شده‌است. صفی‌نژاد برای نگارش اثری تحت‌عنوان کاریز در ایران و شیوه‌های سنتی بهره‌گیری از آن برگزیدهٔ اولِ دهمین دورهٔ جشنوارهٔ بین‌المللی فارابی و نیز برگزیدهٔ کتاب سال ایران شد. صفی‌نژاد استاد بازنشسته گروه انسان‌شناسی دانشکده علوم اجتماعی دانشگاه تهران هست.

## زندگی

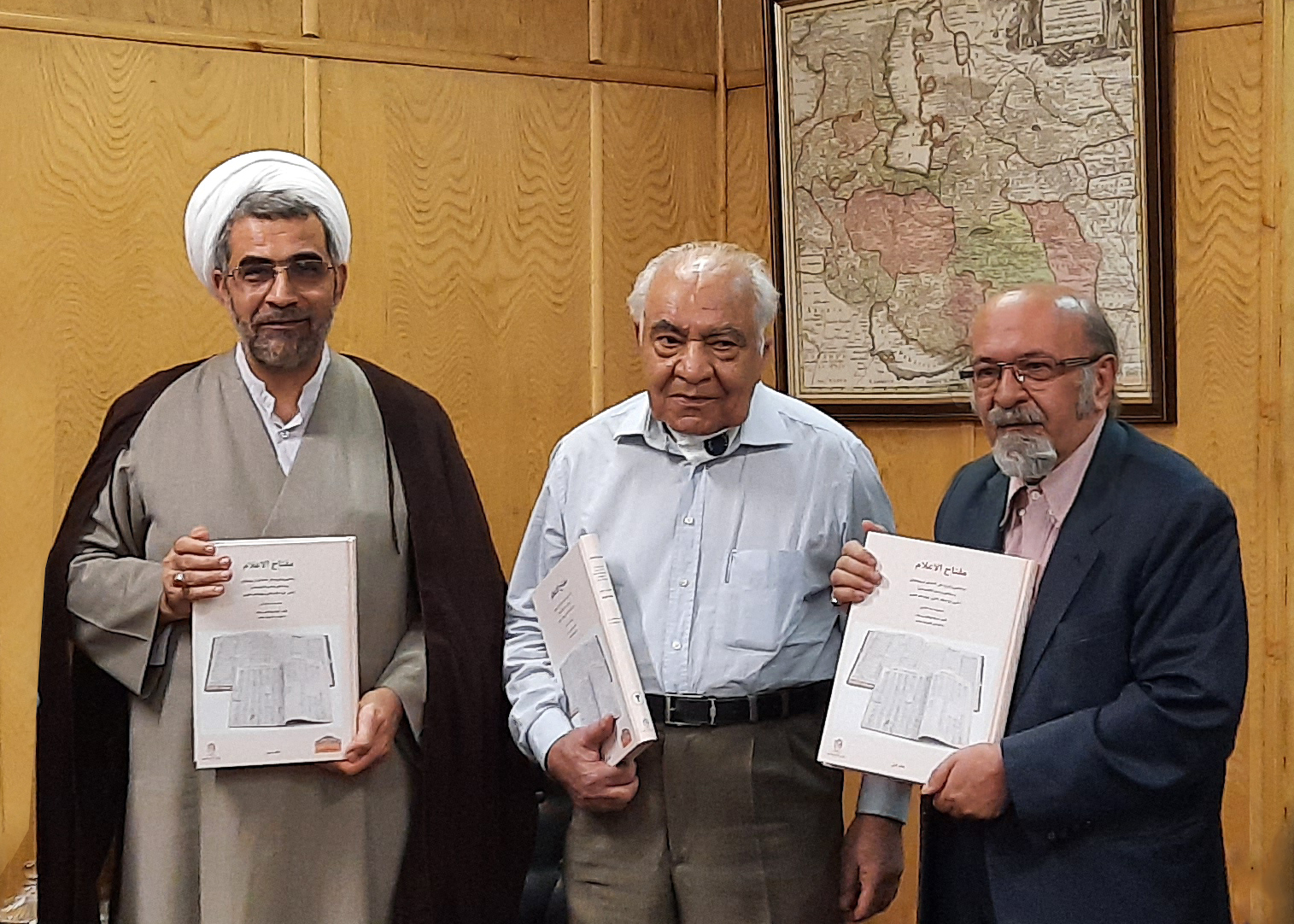
از راست: غلامرضا سحاب، جواد صفی‌نژاد و رسول جعفریان در کتابخانه مرکزی دانشگاه تهران

جواد صفی‌نژاد در ۹ شهریور ۱۳۰۸شمسی در شهر ری متولد شد. نیاکان او از لرهای بختیاری بودند. در سال ۱۳۳۲در رشته تاریخ و جغرافیا دانشگاه تهران پذیرفته شد و در سال ۱۳۳۶درجه لیسانس را دریافت کرد. سال ۱۳۴۵با همکاری نادر افشارنادری بخش مستقل مطالعات و تحقیقات عشایری را پایه‌گذاری کرد. او کاشف شیوه سنتی کشاورزی ایران «بُنه» است. همکاری با پژوهشکده‌های متعدد علمی، انجام ده‌ها طرح تحقیقاتی چون مطالعات میدانی در میان عشایر، تحقیق دربارهٔ سبزی کاری شهر ری و پیشینه جغرافیایی و تاریخی شمال خراسان و… از جمله فعالیت‌های او است.
صفی‌نژاد را پدر مطالعات و پژوهش‌های «قنات» در ایران نامیده‌اند؛ مردم‌شناسی ایلات و عشایر لُر و قشقایی از تخصص‌های اوست. 
از جمله آثار او می‌توان به کتاب‌های «کتاب جهان‌نما (جغرافیای ایران و جهان)، رافائیل فلوغون، با همکاری غلامرضا سحاب، انتشارات دنیای جغرافیای سحاب»، «نظام سنتی آبیاری در نائین، انتشارات کمیته ملی آبیاری و زهکشی»، «مبانی جغرافیای انسانی، انتشارات امیر کبیر» و… اشاره کرد.

## تحصیلات
- لیسانس تاریخ و جغرافی از دانشگاه تهران در سال ۱۳۳۶
- کارشناسی ارشد علوم اجتماعی از دانشگاه تهران در سال ۱۳۴۰

## پژوهش و انتشارات
برخی از کتاب‌های منتشر شده صفی‌نژاد عبارتند از:
- بنه (نظام‌های زراعتی سنتی در ایران) (برندهٔ کتاب سال)
- کاریز در ایران و شیوه‌های سنتی بهره‌گیری از آن